# غوک‌ریختان
غوک‌ریختان (نام علمی: Batrachomorpha) نام یک زیررده از رده دوزیستان است.